# Hanna Bakuła
Hanna Bakuła (sinh ngày 30 tháng 3 năm 1950) là một họa sĩ người Ba Lan.

## Tiểu sử
Bakuła tốt nghiệp loại xuất sắc tại Học viện Mỹ thuật ở Warsaw, nơi mà các bậc thầy họa sĩ Ba Lan giảng dạy như J. Tarasin, E. Eibisch, A. Kobzdej. Vào năm 1981, bà rời quê nhà để đến thành phố New York và sau đó chọn định cư tại Manhattan. Tại đây, bà đảm nhận việc vẽ, thiết kế bối cảnh và phục trang cho Nhà hát tiên phong "The Kitchen". Những thiết kế cho nhà hát này được tạp chí The New York Times bầu chọn là tốt nhất trong các nhà hát Off-Broadway ở New York và đã đoạt được giải nhất.
Năm 1989, Bakuła quay trở lại Ba Lan. Bà thành lập Quỹ Hanna Bakuła vào năm 1997, và tiếp sau đó là Câu lạc bộ Phụ nữ. Quỹ được dùng để giúp đỡ trẻ em của các trại trẻ mồ côi.
Hanna Bakuła đã vẽ tranh chân dung của những nghệ sĩ nổi tiếng, gồm có Grace Jones, Liv Ullmann, và Yehudi Menuhin.
Bà là người theo chủ nghĩa vô thần.